# Juvigny-sous-Andaine
Juvigny-sous-Andaine är en kommun i departementet Orne i regionen Normandie i nordvästra Frankrike. Kommunen ligger i kantonen Juvigny-sous-Andaine som tillhör arrondissementet Alençon. År 2018 hade Juvigny-sous-Andaine 984 invånare.

## Befolkningsutveckling
Antalet invånare i kommunen Juvigny-sous-Andaine
| Referens: INSEE |